# Géographie du Pérou
Le Pérou est un pays situé dans l'Ouest de l'Amérique du Sud. Il est entouré par l'Équateur au nord-nord-ouest, la Colombie au nord-nord-est, le Brésil au nord-est, la Bolivie au sud-est et le Chili  au sud-sud-est et l'océan Pacifique le borde à l'ouest-sud-ouest. Il occupe une surface de 1 285 220 km2 et possède 2 414 km de côtes.

## Régions naturelles
Malgré la grande diversité du territoire péruvien, les Espagnols, pour des raisons plus politiques que géographiques, l'ont divisé en trois grandes régions : la côte, bordant le Pacifique, la sierra, située dans les hauteurs andines et la jungle amazonienne. Cette division, bien que présentant des limites évidentes, a perduré jusqu'en 1941, lorsque la troisième Assemblée générale de l'Institut Panaméricain de Géographie et d'Histoire a approuvé la création de huit régions naturelles, proposée par le géographe Javier Pulgar Vidal, dans le but d'établir une carte physiographique plus adaptée à la réalité biogéographique du territoire. Ainsi conçu, le plan péruvien comprend les régions suivantes :
- la Chala ou Côte : cette région se trouve dans les terres occidentales, peu accidentées, s'étendant le long du littoral, depuis le niveau de la mer jusqu'à 500 mètres d'altitude. Dans cette région, le caroubier, le palo verde, le grama salée, la mangrove, le roseau et la canne poussent le long des rivières, et les amancaes, la tomate sauvage, le mito, la tara, entre autres, poussent dans les collines. La faune côtière comprend des lions de mer, des anchois et des oiseaux marins ;
- la Yunga, région de vallées et de ravins de terres fertiles, où l'on cultive le lúcumo, le chirimoya, le goyavier, l'avocat, les agrumes et la canne à sucre, ainsi que de pittoresques gorges ou canyons fluviaux. Entre 500 et 2300 mètres sur le versant occidental, elle est appelée Yunga maritime, et entre 1000 et 2300 mètres sur le versant oriental, Yunga fluviale. La Yunga fluviale a un climat chaud avec des pluies saisonnières, tandis que dans la Yunga maritime prédomine un climat désertique. La flore comprend le molle, la cabuya blanche, la pitajaya et le chuná. La faune comprend des oiseaux comme le chaucato et le taurigaray ;
- Quechua, région de terres tempérées s'étendant sur les deux versants andins entre 2300 et 3500 mètres d'altitude. Son relief alterne vallées et lignes de partage des eaux qui alimentent des cours d'eau vers un même bassin, avec des pluies estivales limitées. La flore comprend l'aulne, le lambrán ou rambash, la gongapa et l'arracacha, et l'on y cultive le maïs, la courge, la granadilla, la papaye odorante, le blé et le pêcher. La faune comprend des oiseaux comme le merle gris ou chihuanco ;
- Suni ou Jalca, des terres au climat froid et sec, aux pluies estivales abondantes, situées entre 3500 et 4100 mètres, caractérisées par des vallées glaciaires et des fonds légèrement ondulés. Le paysage est couvert de graminées et d'arbustes comme la taya-taya, le quishuar et la cantuta (fleur sacrée pour les Incas). Malgré le climat, on cultive le quinoa, la cañihua, les fèves, l'olluco, entre autres. La faune comprend le merle noir et le cochon d'Inde ;
- La Puna : elle couvre les hauts plateaux et les falaises andines entre 4100 et 4800 mètres, où prédomine un climat froid. Pendant la journée, les températures sont positives, mais descendent en dessous de 0 °C la nuit. La végétation typique comprend des cactus et, dans les lacs et les zones marécageuses, des totoras. Les cultures les plus courantes sont l'orge, la pomme de terre et la maca. La faune caractéristique comprend le lama, l'alpaga, la vigogne, le guanaco, le condor, la huallata, la parihuana, le canard et d'autres oiseaux aquatiques ;
- La Janca correspond aux hautes cimes glacées et couvre les domaines du condor, où le climat est glaciaire et la végétation très rare, se réduisant presque à la yareta ou yarita ;
- La Rupa Rupa ou Selva Alta, contreforts boisés situés entre 400 et 1000 mètres sur le versant oriental des Andes, caractérisés par des vallées étroites et allongées et des gorges fluviales ou pongos. Le climat chaud, humide et pluvieux favorise une flore tropicale variée et une faune diverse, y compris le tapir, le pécari et le jaguar ;
- Omagua, l'Amazonie ou Selva Baja, plaine forestière qui s'étend entre 80 et 400 mètres sur le versant oriental andin, traversée par les rivières du bassin amazonien formant des méandres, des marécages et des lagunes. La flore comprend des arbres comme le chonta, le cèdre, les palmiers, le shapaja et le shebo, et des plantes comme les orchidées. La faune comprend le capybara, le tatou géant, la loutre et le cerf rouge, des oiseaux comme le toucan, le hoatzin, le jabiru et le ara, ainsi que des poissons comme le paiche et d'autres animaux aquatiques comme le lamantin et le crapaud pipa.

## Relief
Le pays est divisé en trois grandes zones, elles-mêmes divisées en 11 écorégions :
- la zone côtière le long du Pacifique. Elle regroupe la plupart des habitants dans de grandes villes comme Lima. La zone est humide l'hiver (brouillard) même s'il pleut très peu (moins de 2 cm par an). Le paysage est désertique, entrecoupé de vallées fertiles autour de rivières qui descendent de la Sierra.
- la Sierra, zone montagneuse au milieu du pays. cette zone d'altitude moyenne de 3 500 m est principalement composée de la Cordillère des Andes et des hauts plateaux vers la frontière avec la Bolivie (lac Titicaca). Le Nevado Huascarán, qui s'élève à 6 768 m dans la Cordillère Blanche, est le point culminant du pays.

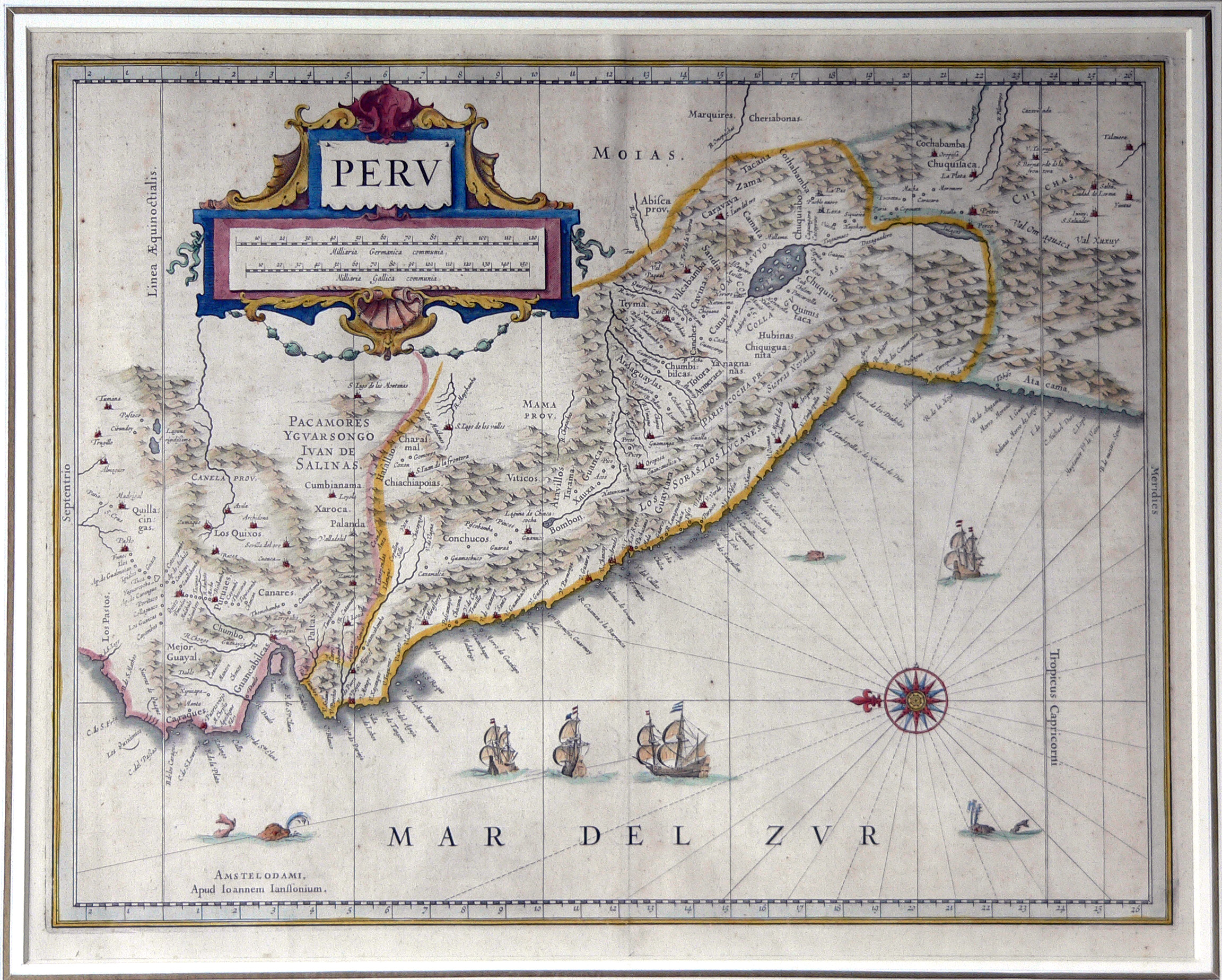
Carte du Pérou. Ioannem Ianssonium. (1647)

- l'Amazonie à l'est, qui occupe une surface de près de 60 % du pays (13 % de la superficie totale de la forêt amazonienne).

## Climat
Le climat est tropical dans la zone amazonienne, désertique et très sec à l'ouest, malgré la présence en hiver d'une brume grisâtre omniprésente sur la côte nord. Dans les Andes, le climat varie de tempéré à froid :l'amplitude thermique annuelle est assez élevée, atteignant facilement 25 °C l'été et des températures négatives l'hiver.
En raison de cette diversité, le Pérou possède des paysages magnifiques auxquels sont associées une flore et surtout une faune très riche. Sur les bords de la côte Pacifique, se trouvent de fortes colonies d'oiseaux de mer (pélicans, manchots, etc.) et des mammifères marins, attirés par la grosse quantité de poissons qui remonte vers le nord avec le courant froid de Humboldt. La faune terrestre est elle aussi typique avec toutes les espèces des camélidés (lamas, alpagas, guanacos et vigognes), sans parler des milliers d'espèces vivant dans la jungle, dont une part importante serait encore inconnue.

## Hydrographie
On distingue trois bassins hydrographiques : l'océan Pacifique, le lac Titicaca et le fleuve Amazone. Il existe de plus 12 000 lacs alto-andins. Dans le bassin de l'océan Pacifique, un petit fleuve de 160 km retient particulièrement l'attention, le Río Rímac, considéré comme l'un des fleuves les plus importants du Pérou, non par son débit relativement faible ni par la taille de son bassin, mais parce qu'il approvisionne en eau et électricité la métropole, Lima, où se concentre plus de 30 % de la population du pays. L'approvisionnement en eau de la capitale péruvienne est un des problèmes critiques que les autorités ne sont pas parvenues à résoudre au cours des dernières décennies, et il devient chaque jour plus aigu du fait de l'explosion démographique, nécessitant de fréquentes coupures de la distribution de l'eau.

## Ressources naturelles
Les ressources naturelles du Pérou sont principalement le cuivre, l'argent, l'or, le pétrole, les minerais de fer, le charbon et les phosphates. La pêche constitue aussi une importante ressource naturelle, grâce au courant froid de Humboldt riche en poissons. La forêt amazonienne commence également à être exploitée, en particulier pour son bois.

## Sismicité et autres risques naturels
Le pays est sujet aux séismes. Les inondations et glissements de terrain (les huaycos) sont dus au courant marin El Niño. Celui-ci, en réchauffant les eaux de l'océan pendant l'hiver austral, provoque un phénomène climatique cyclique et imprévisible qui se traduit par des chutes de pluie intenses. L'activité volcanique, observable dans le sud du pays, est actuellement peu importante mais des éruptions catastrophiques se sont déjà produites par le passé comme celle du Huaynaputina en 1600.